# Pehuenches

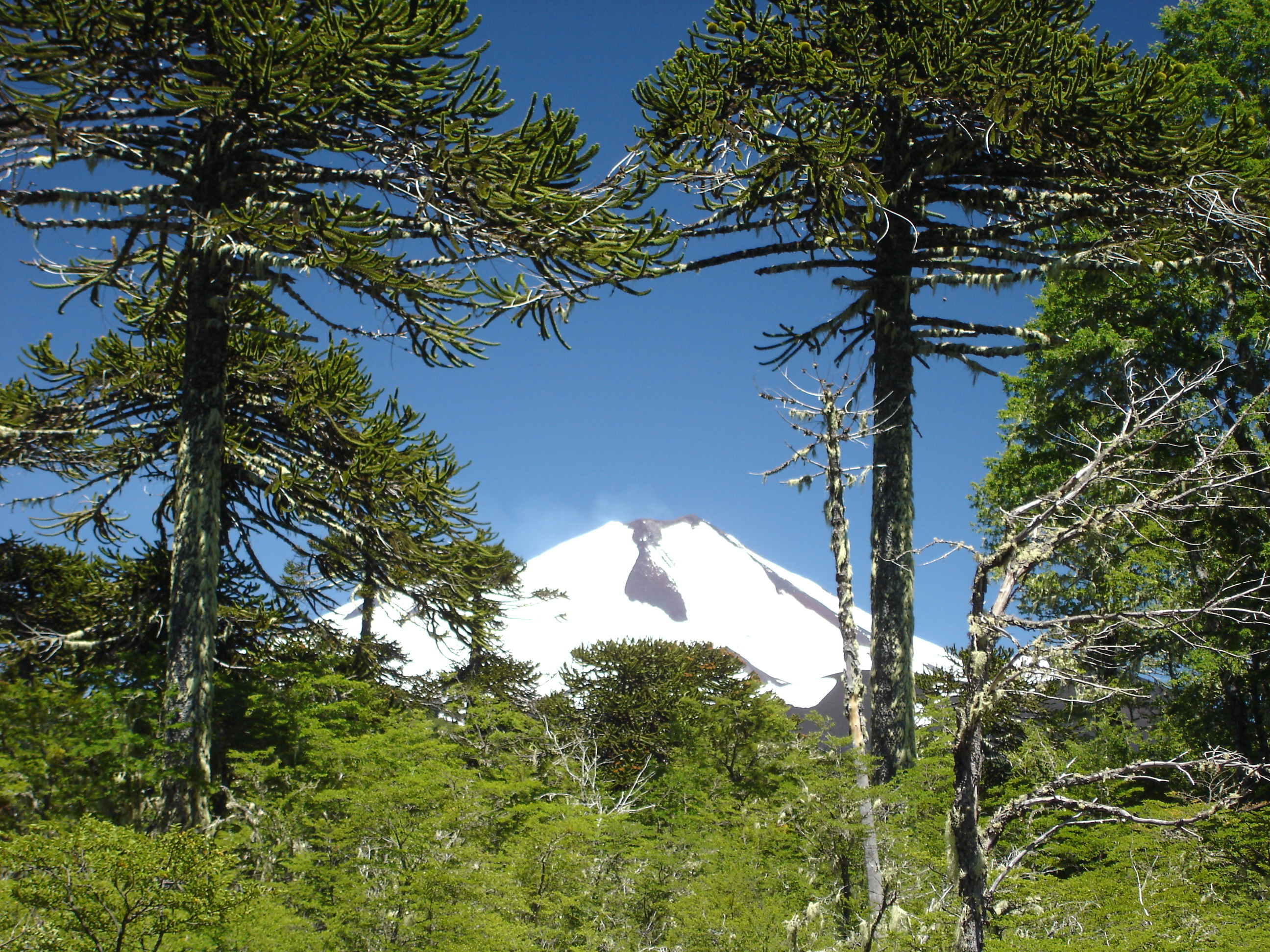
Vulcão Llaima ao fundo e araucárias, Parque Nacional Conguillío, Chile

Os pehuenches (povo do Pehuén que de forma aproximada em português equivale a povo dos pinheiros) são um grupo indígena das montanhas que faz parte do povo mapuche e que habita tradicionalmente ambos lados da cordilheira dos Andes, no centro-sul do Chile e sudoeste da Argentina.  Sua denominação está relacionada à sua alimentação típica baseada em pinhões que são as sementes do pehuén ou pinheiro araucária, árvores normalmente localizadas em regiões com mais de 1000 metros acima do nível do mar.
Os atuais pehuenches se identificam com a população da cultura mapuche que habitava às orlas do alto rio Biobío na zona cordillera VIII da Região de Biobío e na área de Lonquimay da IX Região da Araucanía no Chile. Na Argentina atualmente os pehuenches são um grupo pequeno, sendo localizados no departamento Malargüe (província de Mendoza) e de forma isolada no Arroio Os Berros, departamento de Valcheta (província de Rio Negro). O Conselho Pehuenche agrupa o principal grupo argentino em Aluminé (província de Neuquén).

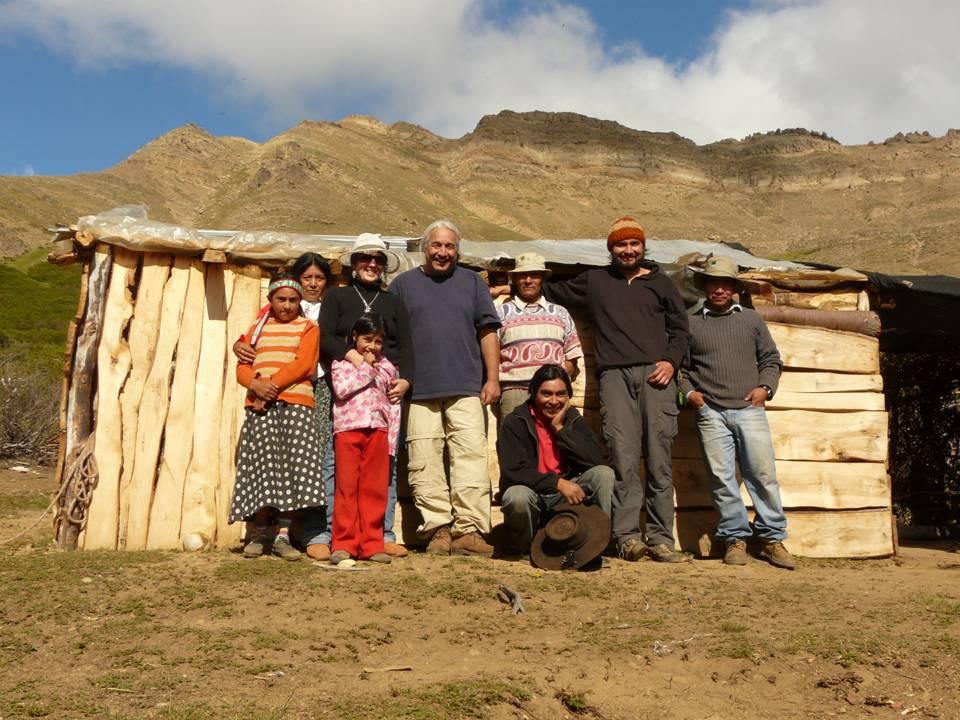
Pehuenches em Lengas de Trapa

Seu território ancestral no Chile abrangia os nevados de Chillán ao norte até o vulcão Llaima no sul, sendo econtrados esporadicamente pelo norte até o rio Maule. Na Argentina viviam entre o rio Diamante ao norte até o lago Aluminé no sul. Migravam para os vales durante o inverno e no verão subiam para lugares mais altos, quando acontecia a coleta dos pinhões entre os meses de março a maio.

Bandeira Mapuche do Território Pehuenche

### História
Quando os espanhóis chegaram, os Pehuenches e os Puelches eram povos caçadores-coletores. A população Pehuenche se integrou em torno de pequenos grupos especializados na caça de guanacos, emas e veados andinos e na coleta de pinhão. Na caça e na guerra demonstraram habilidade no manejo das boleadeiras e flechas. Faziam suas casas ou toldos com galhos e peles, instalando-se perto de rios e estuários. Os grupos eram presididos pelo ancestral masculino mais velho, que exercia o poder como "lonko" ou chefe de família. Os Pehuenches acreditavam na vida após a morte e expressavam isso enterrando seus mortos acompanhados de armas, utensílios e decorações.

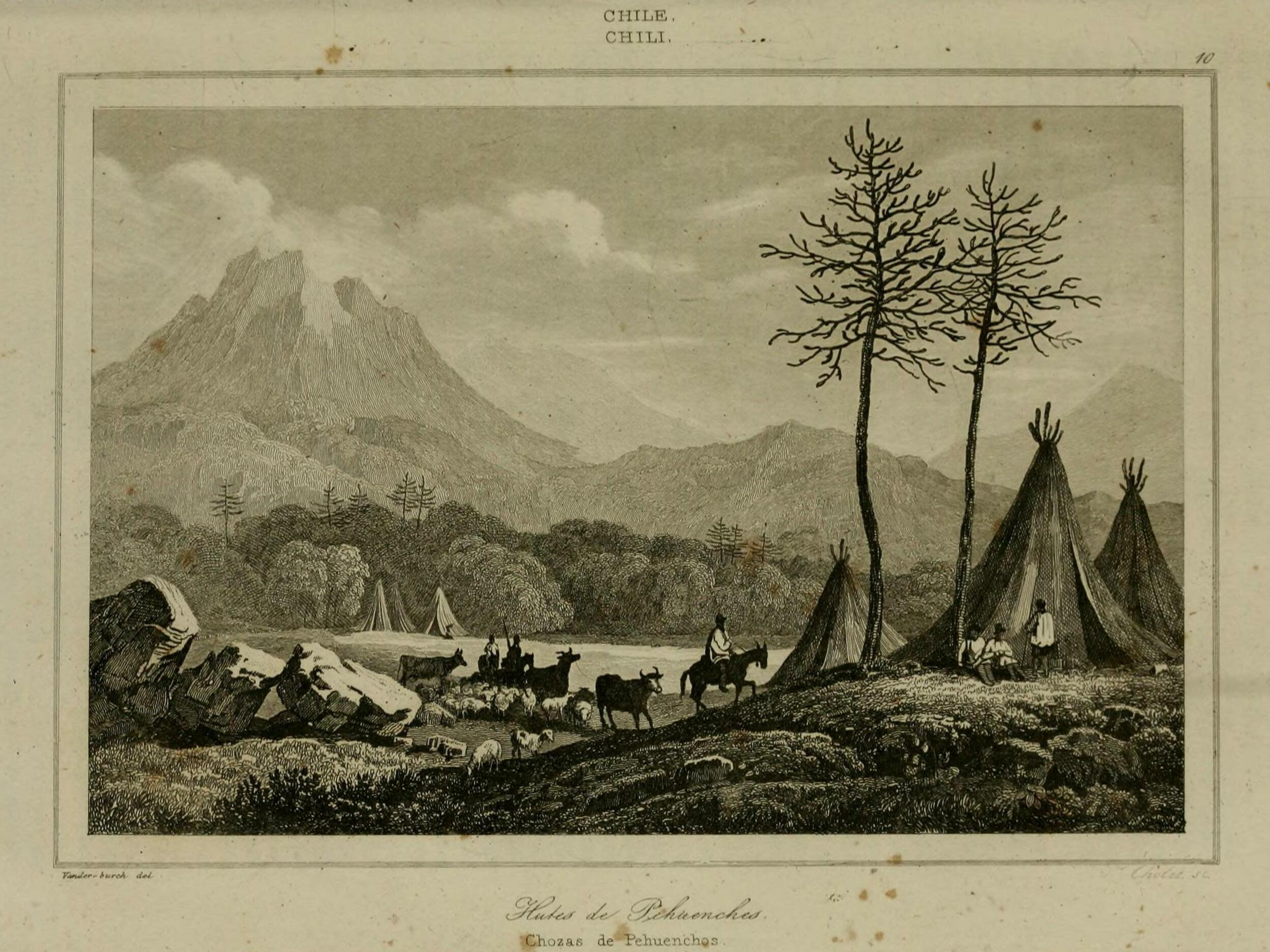
Aldeia Pehuenche

Durante os primeiros anos da conquista, o seu relativo isolamento permitiu apenas contactos esporádicos com os espanhóis, embora rapidamente tenham aprendido a manejar o cavalo. Com o passar do tempo, a relação entre os pehuenches e os espanhóis foi dominada pelo comércio de diversos produtos como peles, ponchos e penas de avestruz em troca de trigo, licor, esporas e gado. Na medida que tais relações comerciais evoluiam eles conseguiram controlar grandes quantidade de gado que comercializavam em ambos os lados da serra. Desde meados do século XIX, compradores e arrendatários chilenos começaram a invadir as terras Pehuenche de uso ancestral, reduzindo drasticamente o território das comunidades e causando, desde então, um conflito permanente entre os Pehuenches, colonos e o Estado chileno. Com o objetivo de consolidar o processo de usurpação de seus territórios, no final de 1882 o exército chileno avançou em direção à serra para estabelecer os fortes de Nitrito, Lonquimay, Liucura, Llaima e Maitchú.

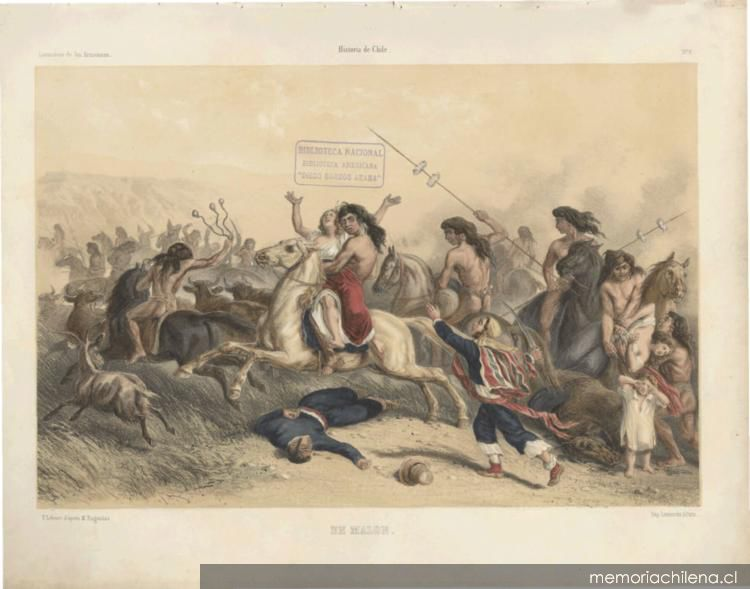
Conflitos entre o Estado Chileno e Indígenas na região Central do Chile

Na primeira metade do século XX, foi formada a Comissão de Assentamento Indígena para restituição de parte do território usurpado, o qual gerou forte oposição por parte dos fazendeiros, neste contexto, os chefes Pehuenche iniciaram uma série de ações judiciais para obter o reconhecimento dos seus direitos ancestrais, pelo que o conflito se concentrou nos tribunais locais. Durante a ditadura militar Chilena, iniciou-se um processo de subdivisão das propriedades comunitárias que permitiu aos Pehuenches obter títulos de domínio privado, mas que enterrou ainda mais a tradição cultural e social, baseada na apropriação, uso e exploração coletiva dos frutos do terra. No final do século XX, buscando favorecer as reivindicações indígenas, o Estado comprou parte da fazenda Quinquén para os Pehuenches por US$ 6,15 milhões. Ao mesmo tempo, protegidos pela lei indigenista de 1992, Pehuenches e ambientalistas atrasaram durante anos a construção das hidrelétricas Pangue e Ralco, e conseguiram obter compensações econômicas e territoriais em troca do acesso à inundação de suas terras.

### Língua
A forma como se autodenominavam no seu idioma original não se conservou, mas sabe-se que faziam parte da nação huarpe antes da sua completa assimilação pela nação araucana, eles eram altos, delgados e de tez escura. No século XVIII os pehuenches já falavam o idioma mapudungún dos Mapuches, ainda que sua aculturação só tenha se tornada plena em meados do século XIX.  Até o século XVI  os Mapuches os denominavam como pehuenches.

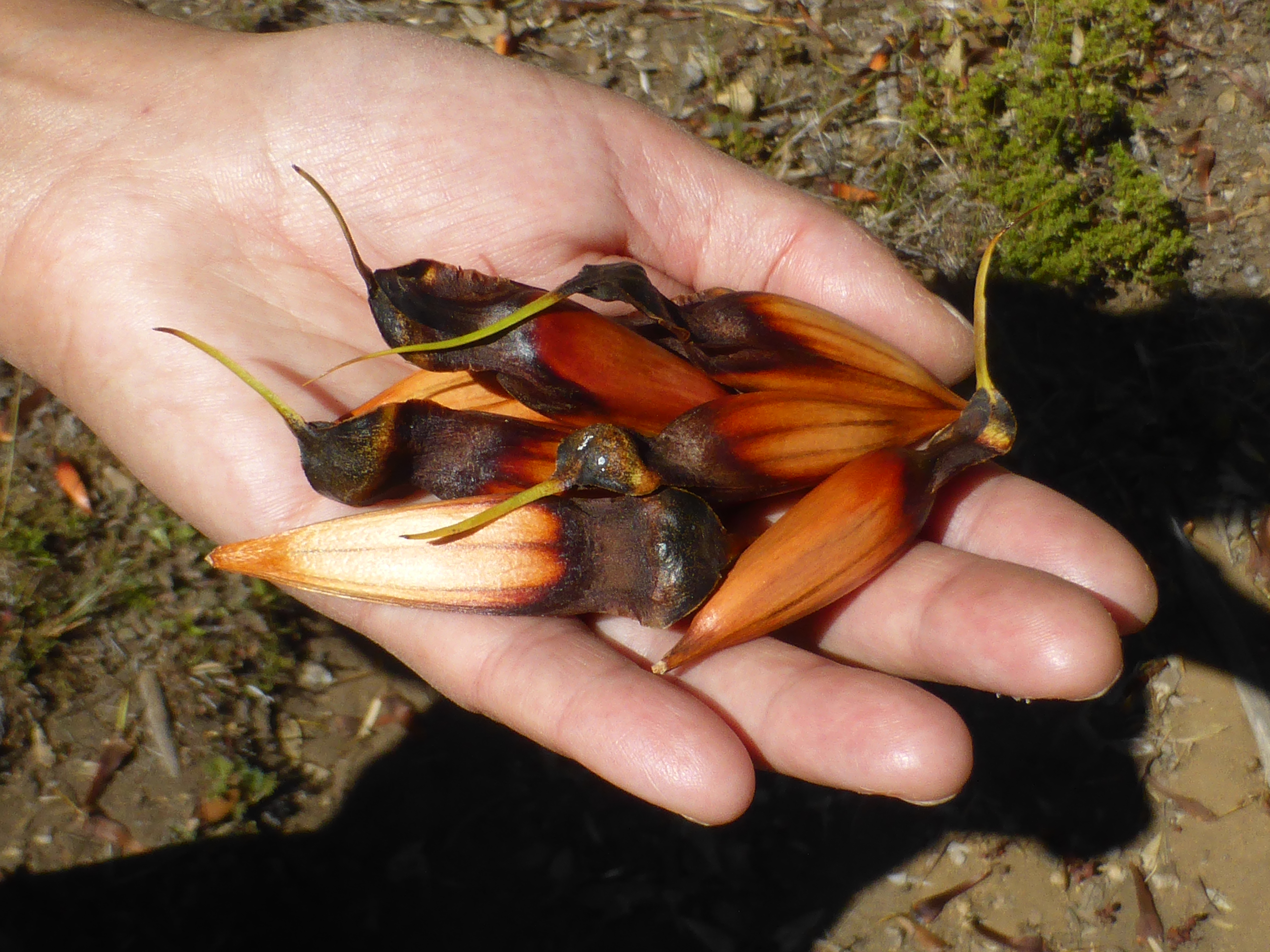
Pinhão. Sementes comestíveis da Araucária

Atualmente existe grande preocupação da comunidade Pehuenche com a conservação do seu patrimônio cultural, principalmente da sua língua. Isso porque o Chedingun, variante do Mapudungun falado nas altas montanhas do Chile e da Argentina, corre sério risco de desaparecer, pois a cada dia os falantes diminuem e com eles as pessoas competentes que podem transmitir esse conhecimento de geração em geração. No Chile o Chedingun não é reconhecido nas Bases Curriculares, nem nos programas de Educação Intercultural Bilíngue, neste contexto, existe a imposição do espanhol pelo Estado do Chileno aos indígenas na escola.